# Иван Вичев
Архимандрит Иван Вичев е български католически свещеник, успенец.

## Биография
Христо Вичев е роден на 7 август 1887 г. в село Срем в района на Ямбол, днес Хасковска област. През 1899 г. започва да учил в нисшата семинария в Караагач, в района на Одрин. През 1907 г. завършва училище, но поради здравословни причини изкарва лятото възстановявайки се в село Покрован.
От 8 септември 1907 г. е послушник в Лувен, Белгия, където на 13 септември 1909 г. дава вечните си обети и приема името на свети Иван Рилски – Иван. Следващите две години учи философия в университета в Лувен. От 1911 г. до 1913 г. преподава във Варна. След това учи две години в Цариград.
През януари 1915 г. е натоварен да подготви курсове по български език за студентите в колежа и семинарията в Пловдив. След две годишен престой в родното си село, през периода от 1917 г. до 1919 г. той работи в Пловдив. От 1919 до 1921 г. учи богословие в Лувен. На 22 декември 1921 той е ръкоположен за свещеник заедно с брат си Камен Вичев от монсиньор Михаил Миров в Цариград.
От 1922 г. до 1958 г. отец Иван Вичев е енорийски свещеник в енорията „Възнесение Господне“ в град Пловдив. В продължение на много години, отец Иван осигурява духовно ръководство на семинаристите и сестрите-йосифинки в Пловдив. През 1939 г. епископ Куртев му дава титлата архимандрит.
През 1952 г. по така наречените католически процеси десет отци-успеци са арестувани и осъдени заедно с други католически свещеници. Архимандрит Вичев, на много от които е техен духовен водач, им съдейства с всички възможни средства – морално и материално. През 1958 г. се оттегля от енорийския си пост, но продължава да работи. На 6 ноември 1978 г. в кабинета си получава първия си инфаркт. Последните години отец Иван прекарва под грижите на сестрите евхаристинки.
Архимандрит Иван Вичев умира на 6 юли 1981 г.